# Park Bo-young
Dans ce nom coréen, le nom de famille, Park, précède le nom personnel.
Park Bo-young (hangeul : 박보영) est une actrice sud-coréenne, née le 12 février 1990 à Jeungpyeong. Elle est connue pour avoir interprété le rôle de Kim Su-ni dans le film A Werewolf Boy ainsi que de Do Bong-soon dans la série Strong Girl Bong-soon et de Go Se-yeon dans Abyss.

## Biographie

### Jeunesse et études
Park Bo-young est née le 12 février 1990 à Jeungpyeong, en Corée du Sud. Elle est la fille de l'ancien sergent-major Park Wan-soo. Elle a fait ses études à l'université Dankook où elle a étudié le cinéma et le théâtre.

### Carrière cinématographique
Park Bo-young commence sa carrière d'actrice en 2006 dans la série télévisée Secret Campus aux côtés de Lee Min-ho. En 2007, elle joue le rôle de Yoon So-hwa dans la série télévisée, The King and I et en 2008, elle joue dans le rôle de Hee-soo dans Relay, un des cinq courts-métrages du projet If You Were Me 4, réalisé par Lee Hyun-seung sur le thème des droits de l'homme et sur la préoccupation des mères adolescentes célibataires,.

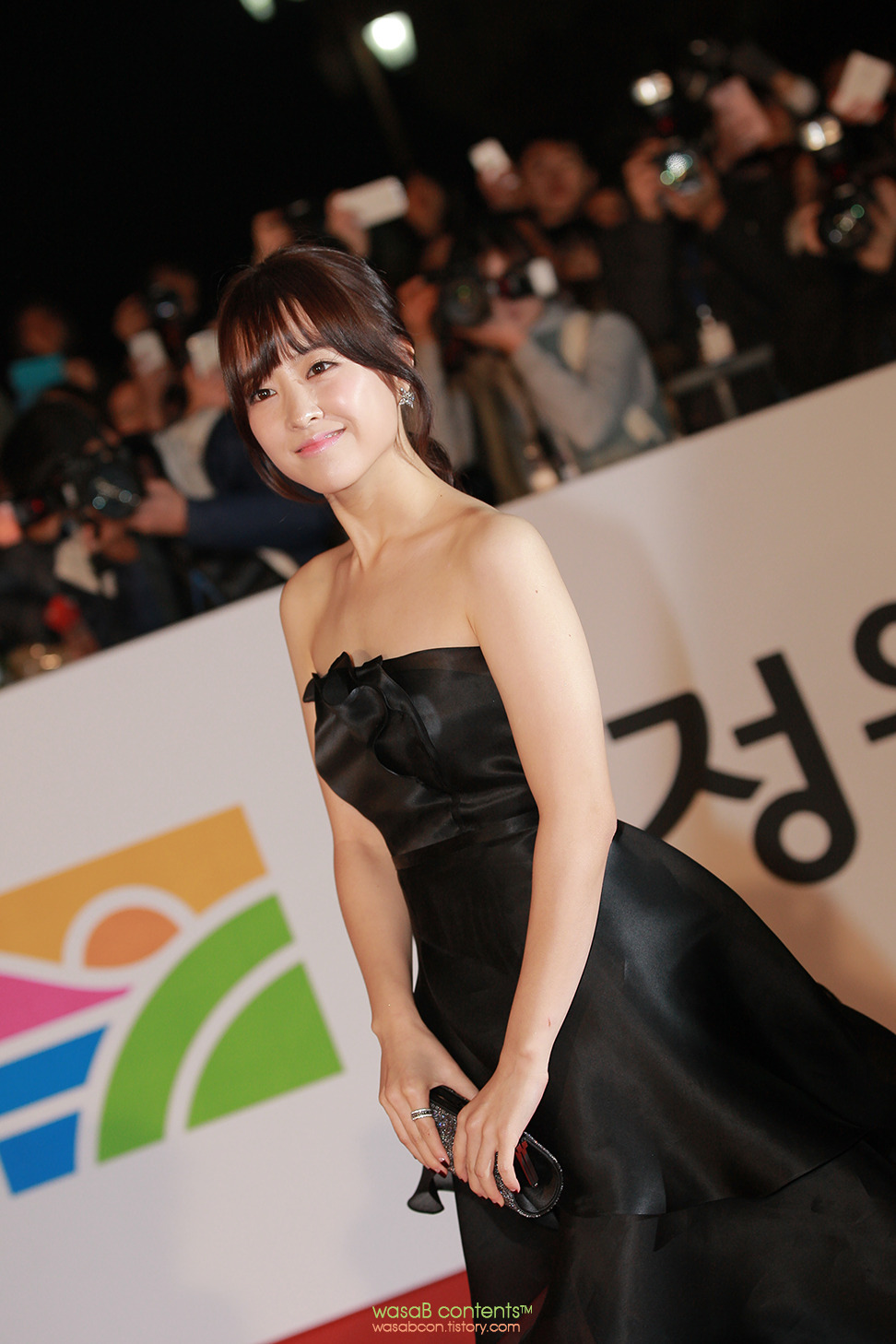
Park Bo-young aux Blue Dragon Film Awards en 2013.

Elle connait seulement le succès après avoir joué aux côtés de Cha Tae-hyun dans le film Speedy Scandal réalisé par Kang Hyeong-cheol en 2008. Le film est devenu l'un des plus grands succès du cinéma sud-coréen. Elle a reçu le prix de la nouvelle actrice en 2009.

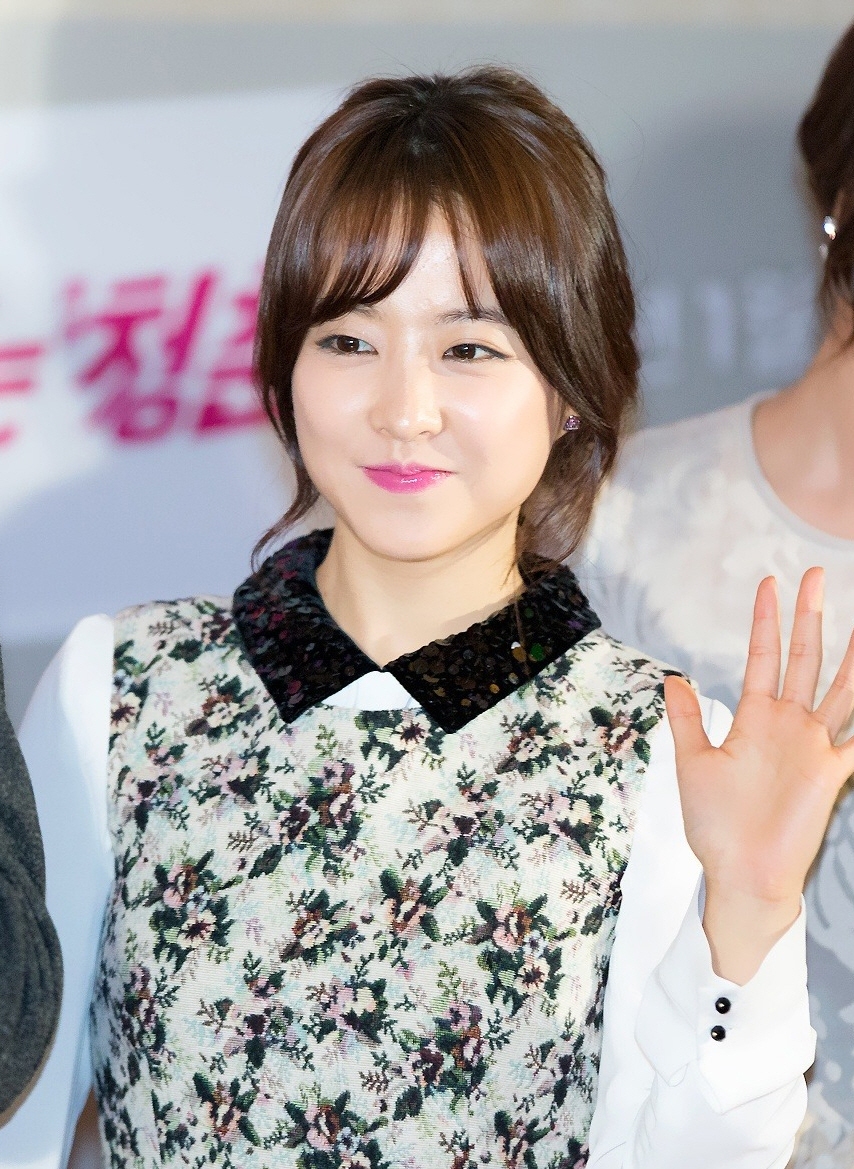
Park Bo-young en 2014.

En 2010, elle est impliquée dans une série de litiges avec son agence, Human Entertainment et une société de production de film, l’empêchant de continuer sa carrière d'actrice jusqu'en 2012.
Elle est élue ambassadrice du Festival international du film fantastique de Puchon pour la quinzième édition du festival le 14 juin 2011.
Après quatre années d'absence à l'écran, elle incarne en 2012 le rôle de Se-hee, grande sœur de Jung-mi qui tente de sauver sa petite sœur frappée d'une malédiction après avoir regardée une vidéo maudite dans le film d'horreur Don't Click avec Joo Won. Plus tard, elle joue aux côtés de Song Joong-ki dans le film fantastique A Werewolf Boy réalisé par Jo Sung-hee. Elle interprète la chanson My Prince composée par la compositrice Shim Hyun-jung et écrite par Jo Sung-hee pour la bande originale du film. En octobre 2012,  elle renouvelle son contrat avec son agence, Human Entertainment.
En 2013, elle prend la voix de Gerda du film d'animation La Reine des neiges, basé sur le récit du même nom de Hans Christian Andersen. En janvier, elle rejoint la distribution de l'émission Law of the Jungle in New Zealand en compagnie de plusieurs célébrités où ils explorent et survivent en Nouvelle-Zélande.
Dans Hot Young Bloods, elle décroche en 2014 le rôle de Young-sook, leader du gang féminin redouté à Hongseong Agricultural High School et qui éprouve des sentiments pour le playboy de son école, Joong-gil, interprété par Lee Jong-suk. Lors d'une conférence de presse, elle a révélé qu'elle avait eu des difficultés à utiliser l'accent du sud, qui est un mélange entre les dialectes de la région de Jeolla et Chungcheong et qu'elle a dû demander des conseils au réalisateur Lee Yeon-woo. Elle a été nommée ambassadrice honoraire de CGV Toto's Workshop au Viêt Nam, qui permet d'aider à répandre l'espoir et les rêves d'adolescents vietnamiens qui rêvent de travailler dans l'industrie du cinéma.
En 2015, elle joue dans le thriller The Silenced, qui se déroule dans un pensionnat de filles pendant l'occupation japonaise. Par la suite, elle incarne le rôle de Na Bong-sun dans série comédie romantique, Oh My Ghostess après sept ans d'absence à l'écran de télévision. Son salaire de 30 millions de wons par épisode a fait d'elle l'actrice la mieux payée pour apparaître sur la chaîne câblée tvN. Cette série a été un succès commercial et bien reçue par la critique. Elle fut surnommée la «reine de la comédie romantique » par la presse coréenne. Elle joue le rôle de Ju-jin, la compagne de Park Gu, transformé en homme-poisson à la suite des effets secondaires d'un médicament expérimental qu'on lui a administré dans la comédie noire Collective Invention. Elle joue le rôle de Do Ra-hee, une stagiaire embauchée dans une agence de presse Dongmyung contrainte d'inventer des faits en corroborant des histoires dans la comédie You Call It Passion. Le film s'inspire du roman éponyme de Lee Hye-rin.
En 2017, Park Bo-young tient le rôle de Do Bong-soon, une jeune femme né avec une force surhumaine qu'elle utilise pour faire le bien dans la série de comédie romantique Strong Girl Bong-soon diffusée par JTBC. Selon Nielsen Korea, la série est devenue l'un des dramas sud-coréens les plus regardés dans l'histoire de la chaîne de télévision JTBC. En septembre, elle est choisie pour le film romantique On Your Wedding Day dont sa sortie est prévue en août 2018. Elle collabore à nouveau avec Kim Young-kwang, avec qui elle avait auparavant joué dans le film romantique pour adolescents Hot Young Bloods en 2014. Le film a été un succès au box-office sud-coréen et a reçu beaucoup de critiques positives.
En août 2018, elle est choisie dans la série Abyss de tvN pour incarner Go Se-yeon, une belle procureure assassinée et ressuscitée grâce aux pouvoirs de l'Abyss. La série est diffusée en mai 2019.

### Engagement humanitaire
Park Bo-yeong a participé à l'émission KOICA′s Dream pour des bénévolats organisés à l'étranger. Le 14 septembre 2011, pour le 50e anniversaire de la chaîne MBC, elle participe au programme spécial KOICA's Dream: Peru. Elle s'est rendu dans le village de Huayawillca, au Pérou en compagnie de Mir et Go du groupe MBLAQ, Park Jung-ah, Kim Ho-jin et Goo Joon-yeob pour aider à installer des toilettes et des systèmes d'égout pour une école primaire.
En novembre 2012, elle rejoint son équipe de bénévoles plus tard en raison de son horaire avec le Festival international du film de Toronto et travaille dans une zone forestière de El Salvador en ramassant des palourdes pour les enfants. Le 24 octobre 2013, elle participe à la narration de l'émission.

## Filmographie

### Cinéma

#### Longs métrages
- 2008 : Our School's E.T. de Park Kwang-chun : Han Song-yi
- 2008 : The ESP Couple de Kim Hyung-joo : Hyun-jin
- 2008 : Speedy Scandal de Kang Hyeong-cheol : Hwang Jung-nam
- 2012 : Don't Click de Kim Tae-kyeong : Se-hee
- 2012 : A Werewolf Boy de Jo Sung-hee : Kim Su-ni / Eun-joo
- 2014 : Hot Young Bloods de Lee Yeon-woo : Young-sook
- 2015 : The Silenced de Lee Hae-yeong : Joo-ran
- 2015 : Collective Invention de Kwon O-kwang : Ju-jin
- 2015 : You Call It Passion de Jeong Ki-hun : Do Ra-hee
- 2018 : On Your Wedding Day de Lee Seok-geun : Hwan Seung-hee
- 2022 : Concrete Utopia d'Eom Tae-hwa : Myeong-hwa

#### Courts-métrages
- 2005 : Equal de Pyo Hye-in
- 2009 : Relay de Lee Hyun-Seung : Hee-soo

### Télévision

#### Drama
- 2006 : Secret Campus (hangeul : 비밀의 교정) : Cha Ah-rang
- 2007 : Witch Yoo Hee (hangeul : 마녀유희):  Ma Yoo-hee jeune
- 2007 : Mackerel Run (hangeul : 달려라 고등어) : Shim Chung-ah
- 2007 : The King and I (hangeul : 왕과 나) : Yoon So-hwa jeune
- 2008 : Jungle Fish (hangeul : 정글피쉬) : Lee Eun-soo
- 2008 : Mighty Chil-woo (hangeul : 최강칠우) : Woo-young, la petite sœur de Chil-woo (caméo)
- 2008 : Star's Lover (hangeul : 스타의 연인) : Ma-ri jeune (caméo)
- 2015 : Oh My Ghostess (hangeul : 오 나의 귀신님) : Na Bong-sun
- 2017 : Strong Girl Bong-soon (hangeul : 힘쎈여자 도봉순) : Do Bong-soon
- 2019 : Abyss (hangeul : 어비스) : Go Se-yeon / Lee Mi-do
- 2021 : Doom At Your Service (hangeul : 어느 날 우리 집 현관으로 멸망이 들어왔다) : Tak Dong-kyung
- 2023 : Daily Dose of Sunshine (hangeul : 정신병동에도 아침이 와요) : Jung Da-eun
- 2023 : Strong Girl Nam-soon (hangeul : 힘쎈여자 강남순) : Do Bong-soon
- 2024 : Light shop (hangeul :  조명가게) : Kwon Young-ji[32]
- 2025 : Comme un film (hangeul : 멜로무비) : Kim Moo-bi[33]
- 2025 : Our Unwritten Seoul (hangeul : 미지의 서울) : Yoo Mi-ji / Yoo Mi-rae[34]
- 2026 : Goldland (hangeul : 골드랜드) : Kim Hee-joo[35],[36],[37]

## Doublage
- 2011 : Rio (Rio) de Carlos Saldanha : Jewel
- 2013 : La Reine des neiges (Snow Queen) de Vladlen Barbe et Maxim Sveshnikov : Gerda

## Narration
- Documentaires :

- Park Bo-young participe en 2012 à la narration du quatrième épisode du documentaire Human Documentary Love racontant l'histoire de Kim Hye-won, malentendante, qui a remporté le titre de Miss Monde Corée et de sa sœur, Kim Hye-in qui a pris soin de sa sœur aînée dans sa jeunesse.
- Elle participe également à l'émission KOICA′s Dream, qui organisait du bénévolat en Indonésie en octobre 2013.

## Musique
- Enregistrements :

- Park Bo-young collabore avec le groupe sud-coréen SPEED pour le deuxième single It's Over du premier album studio du groupe, Superior Speed.
- Musique de films et de séries télévisées :

- Park Bo-young chante Era of Freedom / Free Time de la bande originale de Speedy Scandal en 2008.
- Elle interprète la chanson My Prince composée par la compositrice Shim Hyun-jung et écrite par Jo Sung-hee pour le film A Werewolf Boy en 2012.
- Elle chante Boiling Youth en 2014 pour la bande originale de Hot Young Bloods.
- En 2015, elle chante Leave pour la bande originale de la série Oh My Ghostess.
- Clips musicaux :

- Park Bo-young apparaît en 2007 dans le clip Couldn't Help It (오죽했으면...) du chanteur sud-coréen Goo Jung-hyun et également dans le clip de Fly to the Sky, Still Pretty Today.
- On la trouve en 2008 dans les clips 가슴아 제발 de Jung Yuri et Between Love and Friendship de Park Hye-kyung.
- En 2011, elle tourne dans le clip de la chanteuse IU, The Story Only I Didn't Know ainsi que dans le clip Fiction du groupe sud-coréen B2ST.
- On la retrouve en 2013 dans deux clips du groupe sud-coréen SPEED, That's My Fault en featuring avec Kang Min-kyung et It's Over, single qu'elle a collaboré avec le groupe.

## Distinctions
Cette section récapitule les principales récompenses et nominations obtenues par Park Bo-young. Pour une liste plus complète, se référer à l'Internet Movie Database.
| Année | Cérémonie                                     | Pays                       | Résultat | Prix                                                                       | Film                         |
| ----- | --------------------------------------------- | -------------------------- | -------- | -------------------------------------------------------------------------- | ---------------------------- |
| 2007  | SBS Drama Awards                              | Drapeau de la Corée du Sud | Remporté | Meilleure jeune actrice                                                    | The King and I (2007)        |
| 2009  | 6e Max Movie Awards                           | Drapeau de la Corée du Sud | Remporté | Meilleur espoir féminin de l'année                                         | Speedy Scandal (2008)        |
| 2009  | 45e Baeksang Arts Awards                      | Drapeau de la Corée du Sud | Remporté | L'actrice la plus populaire dans un film                                   | Speedy Scandal (2008)        |
| 2009  | 45e Baeksang Arts Awards                      | Drapeau de la Corée du Sud | Remporté | Meilleur espoir féminin                                                    | Speedy Scandal (2008)        |
| 2009  | 2e Korea Junior Star Awards                   | Drapeau de la Corée du Sud | Remporté | Grand prix, catégorie film                                                 | Speedy Scandal (2008)        |
| 2009  | 29e Korean Association of Film Critics Awards | Drapeau de la Corée du Sud | Remporté | Meilleur espoir féminin                                                    | Speedy Scandal (2008)        |
| 2009  | 46e Grand Bell Awards                         | Drapeau de la Corée du Sud | Remporté | Prix de popularité                                                         | Speedy Scandal (2008)        |
| 2009  | 46e Grand Bell Awards                         | Drapeau de la Corée du Sud | Proposé  | Meilleur espoir féminin                                                    | Speedy Scandal (2008)        |
| 2009  | 17e Korean Culture and Entertainment Awards   | Drapeau de la Corée du Sud | Remporté | Meilleur espoir féminin dans un film                                       | Speedy Scandal (2008)        |
| 2009  | 5e University Film Festival of Korea Awards   | Drapeau de la Corée du Sud | Remporté | Meilleur espoir féminin                                                    | Speedy Scandal (2008)        |
| 2009  | 4e Andre Kim Best Star Awards                 | Drapeau de la Corée du Sud | Remporté | Prix de la star féminine                                                   | Speedy Scandal (2008)        |
| 2009  | 30e Blue Dragon Film Awards                   | Drapeau de la Corée du Sud | Remporté | Meilleur espoir féminin                                                    | Speedy Scandal (2008)        |
| 2009  | 32e Golden Cinematography Awards              | Drapeau de la Corée du Sud | Remporté | Meilleur espoir féminin                                                    | Speedy Scandal (2008)        |
| 2009  | 12e Director's Cut Awards                     | Drapeau de la Corée du Sud | Remporté | Meilleur espoir féminin                                                    | Speedy Scandal (2008)        |
| 2012  | 49e World Savings Day                         | Drapeau de la Corée du Sud | Remporté | Recommendation du Président des Fiances                                    |                              |
| 2012  | 49e Grand Bell Awards                         | Drapeau de la Corée du Sud | Proposé  | Prix de popularité                                                         | Don't Click                  |
| 2012  | 4e Pierson Movie Festival                     | Drapeau de la Corée du Sud | Remporté | Meilleure actrice                                                          | A Werewolf Boy (2012)        |
| 2013  | 7e Mnet 20's Choice Awards                    | Drapeau de la Corée du Sud | Remporté | 20's Movie Star - Femme                                                    | A Werewolf Boy (2012)        |
| 2013  | 50e Grand Bell Awards                         | Drapeau de la Corée du Sud | Proposé  | Prix de popularité                                                         | A Werewolf Boy (2012)        |
| 2013  | 11e Korea Jewelry Awards                      | Drapeau de la Corée du Sud | Remporté | Best Jewelry Lady                                                          |                              |
| 2014  | 16e Seoul International Youth Film Festival   | Drapeau de la Corée du Sud | Proposé  | Meilleure jeune actrice                                                    | Hot Young Bloods (2014)      |
| 2014  | 22e Korean Culture and Entertainment Awards   | Drapeau de la Corée du Sud | Remporté | Prix d'excellence, actrice dans un film                                    | Hot Young Bloods (2014)      |
| 2015  | 15e Korea World Youth Film Festival           | Drapeau de la Corée du Sud | Remporté | Actrice la plus préférée                                                   | The Silenced (2015)          |
| 2015  | 52e Grand Bell Awards                         | Drapeau de la Corée du Sud | Proposé  | Prix de popularité                                                         | The Silenced (2015)          |
| 2015  | 36e Blue Dragon Film Awards                   | Drapeau de la Corée du Sud | Remporté | Prix de la star populaire                                                  | The Silenced (2015)          |
| 2015  | 4e APAN Star Awards                           | Drapeau de la Corée du Sud | Remporté | Prix d'excellence, actrice dans une mini-série                             | Oh My Ghostess (2015)        |
| 2015  | 1re Fashionista Awards                        | Drapeau de la Corée du Sud | Proposé  | Meilleure fashionista (catégorie TV)                                       | Oh My Ghostess (2015)        |
| 2016  | 4e DramaFever Awards                          | Drapeau de la Corée du Sud | Remporté | Meilleure actrice                                                          | Oh My Ghostess (2015)        |
| 2016  | 4e DramaFever Awards                          | Drapeau de la Corée du Sud | Proposé  | Meilleur baiser (avec Jo Jung-suk)                                         | Oh My Ghostess (2015)        |
| 2016  | 4e DramaFever Awards                          | Drapeau de la Corée du Sud | Proposé  | Meilleur couple (avec Jo Jung-suk)                                         | Oh My Ghostess (2015)        |
| 2016  | 4e DramaFever Awards                          | Drapeau de la Corée du Sud | Proposé  | Meilleur Womance (avec Kim Seul-gie)                                       | Oh My Ghostess (2015)        |
| 2016  | 8e Style Icon Asia                            | Drapeau de la Corée du Sud | Proposé  | Icône de la mode                                                           |                              |
| 2016  | 52e Baeksang Arts Awards                      | Drapeau de la Corée du Sud | Proposé  | Actrice la plus populaire à la télévision                                  | Oh My Ghostess (2015)        |
| 2016  | 52e Baeksang Arts Awards                      | Drapeau de la Corée du Sud | Proposé  | Actrice la plus populaire dans un film                                     | You Call It Passion (2015)   |
| 2016  | InStyle Star Icon                             | Drapeau de la Corée du Sud | Remporté | Meilleure actrice dans un film                                             |                              |
| 2016  | 5e KOPA                                       | Drapeau de la Corée du Sud | Remporté | Actrice la plus photogénique                                               |                              |
| 2016  | 1re TVN 10 Awards                             | Drapeau de la Corée du Sud | Remporté | Meilleure chimie (avec Kim Seul-gie)                                       | Oh My Ghostess (2015)        |
| 2016  | 1re TVN 10 Awards                             | Drapeau de la Corée du Sud | Proposé  | Prix du meilleur baiser (avec Jo Jung-suk)                                 | Oh My Ghostess (2015)        |
| 2016  | 1re TVN 10 Awards                             | Drapeau de la Corée du Sud | Proposé  | Reine de comédie romantique                                                | Oh My Ghostess (2015)        |
| 2017  | V LIVE Awards                                 | Drapeau de la Corée du Sud | Remporté | Spécial V LIVE – V LIVE Spécial Remerciements                              |                              |
| 2017  | 53e Baeksang Arts Awards                      | Drapeau de la Corée du Sud | Proposé  | Meilleure actrice (TV)                                                     | Strong Girl Bong-soon (2017) |
| 2017  | 12e Seoul International Drama Awards          | Drapeau de la Corée du Sud | Proposé  | Meilleure actrice                                                          | Strong Girl Bong-soon (2017) |
| 2017  | 12e Seoul International Drama Awards          | Drapeau de la Corée du Sud | Remporté | Outstanding Korean Actress                                                 | Strong Girl Bong-soon (2017) |
| 2017  | 1re The Seoul Awards                          | Drapeau de la Corée du Sud | Remporté | Meilleure actrice (Drama)                                                  | Strong Girl Bong-soon (2017) |
| 2017  | KAA Awards                                    | Drapeau de la Corée du Sud | Remporté | Meilleure modèle                                                           |                              |
| 2017  | 8e Korean Popular Culture and Arts Awards     | Drapeau de la Corée du Sud | Remporté | Recommandation reçue du Ministère de la Culture, des Sports et du Tourisme |                              |
| 2018  | 2e The Seoul Awards                           | Drapeau de la Corée du Sud | Proposé  | Meilleure actrice (Film)                                                   | On Your Wedding Day (2018)   |
| 2018  | 39e Blue Dragon Film Awards                   | Drapeau de la Corée du Sud | Proposé  | Meilleure actrice                                                          | On Your Wedding Day (2018)   |
| 2018  | 23e KCA Consumer Day Awards                   | Drapeau de la Corée du Sud | Remporté | Meilleure actrice (Film)                                                   | On Your Wedding Day (2018)   |

- Pour Speedy Scandal, elle a eu 1 proposition de récompenses et en a remporté 12.
- Pour A Werewolf Boy, elle a eu 1 proposition de récompenses et en a remporté 2.